# K・ラーガヴェンドラ・ラーウ
K・ラーガヴェンドラ・ラーウ（K. Raghavendra Rao、1942年5月23日 - ）は、インドのテルグ語映画で活動する映画監督、映画プロデューサー、脚本家。これまでにナンディ賞を4回、フィルムフェア賞 南インド映画部門を5回受賞している。キャリアは40年以上にわたり、ロマンティック・コメディ映画、ファンタジー映画、アクションスリラー映画、伝記映画、ロマンス映画など100本以上の長編映画を製作している。

## キャリア
『Bobbili Brahmanna』『Pelli Sandadi』でナンディ賞 監督賞を受賞、『Prema Lekhalu』『Jagadeka Veerudu Athiloka Sundari』『Allari Priyudu』でフィルムフェア賞 テルグ語映画部門監督賞を受賞している。代表作には国家映画賞を受賞した聖人伝映画『Annamayya』があり、第29回インド国際映画祭のメインストリーム部門にも出品されている。また、同作ではナンディ賞、フィルムフェア賞の監督賞を受賞している。この他、『Sri Manjunatha』『Sri Ramadasu』『Shirdi Sai』『Om Namo Venkatesaya』などの聖人伝映画でも多くの映画賞を受賞している。
社会問題を題材にした『Agni Putrudu』やアクションスリラー映画『Aakhari Poratam』もそれぞれ第11回インド国際映画祭、第12回インド国際映画祭のメインストリーム部門に出品された。1992年に製作した『ならず者の婿殿』も第24回インド国際映画祭のメインストリーム部門に出品され、テルグ語映画として初めて興行収入1億ルピーを記録するヒット作となった。1993年に製作した『Allari Priyudu』は第25回インド国際映画祭のメインストリーム部門でプレミア上映された。
シュリデヴィ、タッブー、タープシー・パンヌ、ラクシュミー・マンチュ、シュリーリーラ、シルパー・シェッティ、クシュブー・スンダル、ヴェンカテーシュ・ダッグバーティ、マヘーシュ・バーブ、アッル・アルジュン、S・S・ラージャマウリ、マルタンド・K・ヴェンカテーシュなどの俳優・映画製作者をテルグ語映画界に導いた人物としても知られている。

## フィルモグラフィー

### 映画

#### 監督
- Babu（1975年）
- Jyothi（1976年）
- Raja（1976年）
- Aame Katha（1977年）
- Amara Deepam（1977年）
- Prema Lekhalu（1977年）
- Kalpana（1977年）
- Adavi Ramudu（1977年）
- Padaharella Vayasu（1978年）
- Simha Baludu（1978年）
- Radha Krishna（1978年）
- KD No:1（1978年）
- Nindu Noorellu（1978年）
- Driver Ramudu（1979年）
- Vetagadu（1979年）
- Nippulaanti Nijam（1980年）
- Nishana（1980年）
- Bhale Krishnudu（1980年）
- Gharana Donga（1980年）
- Mosagadu（1980年）
- Rowdy Ramudu Konte Krishnudu（1980年）
- Satyabhama（1981年）
- Ragile Jwala（1981年）
- Gaja Donga（1981年）
- Ooruki Monagadu（1981年）
- Tirugu Leni Manishi（1981年）
- Satyam Sivam（1981年）
- Prema Kanuka（1981年）
- Kondaveeti Simham（1981年）
- Madhura Swapnam（1982年）
- Trisulam（1982年）
- Justice Chowdary（1982年）
- Farz Aur Kanoon（1982年）
- Devatha（1982年）
- Himmatwala（1983年）
- Adavi Simhalu（1983年）
- Jaani Dost（1983年）
- Justice Chaudhury（1983年）
- Shakthi（1983年）
- Tohfa（1984年）
- Bobbili Brahmanna（1984年）
- Kaamyab（1984年）
- Naya Kadam（1984年）
- Iddaru Kodukulu（1984年）
- Iddaru Dongalu（1984年）
- Hoshiyar（1985年）
- Pattabhishekam（1985年）
- Pattabhishekam（1985年）
- Adavi Donga（1985年）
- Masterji（1985年）
- Mera Saathi（1985年）
- Agni Parvatam（1985年）
- Vajrayudham（1985年）
- Apoorva Sahodarulu（1986年）
- Kaliyuga Pandavulu（1986年）
- Dharm Adhikari（1986年）
- Ravana Brahma（1986年）
- Kondaveeti Raja（1986年）
- Suhaagan（1986年）
- Chanakya Sapatham（1986年）
- Bharatamlo Arjunudu（1987年）
- Sahasa Samrat（1987年）
- Agni Putrudu（1987年）
- Janaki Ramudu（1988年）
- Donga Ramudu（1988年）
- Manchi Donga（1988年）
- Yuddha Bhoomi（1988年）
- Agni（1989年）
- Rudranetra（1989年）
- Ontari Poratam（1989年）
- Alludugaru（1990年）
- Jagadeka Veerudu Athiloka Sundari（1990年）
- Coolie No. 1（1991年）
- Rowdy Alludu（1991年）
- Sundarakanda（1992年）
- Allari Mogudu（1992年）
- ならず者の婿殿（1992年）
- Aswamedham（1992年）
- Allari Priyudu（1993年）
- Major Chandrakanth（1993年）
- Allari Premikudu（1994年）
- Muddula Priyudu（1994年）
- Mugguru Monagallu（1994年）
- Raja Simham（1995年）
- Gharana Bullodu（1995年）
- Sahasa Veerudu Sagara Kanya（1996年）
- Bombay Priyudu（1996年）
- Pelli Sandadi（1996年）
- Annamayya（1997年）
- Mere Sapno Ki Rani（1997年）
- Srimathi Vellostha（1998年）
- Love Story 1999（1998年）
- Paradesi（1998年）
- Iddaru Mitrulu（1999年）
- Rajakumarudu（1999年）
- Pelli Sambandham（2000年）
- Moodu Mukkalaata（2000年）
- Sri Manjunatha（2001年）
- Aamdani Atthanni Kharcha Rupaiya（2001年）
- Gangotri（2003年）
- Subash Chandra Bose（2005年）
- Allari Bullodu（2005年）
- Sri Ramadasu（2006年）
- Pandurangadu（2008年）
- Jhummandi Naadam（2010年）
- Shirdi Sai（2012年）
- Om Namo Venkatesaya（2017年）

#### 出演
- Pelli SandaD（2021年） - 老齢期のヴァシシュタ役[15]

#### 監修
- Student No: 1（2001年）
- Okato Number Kurraadu（2002年）
- Pallakilo Pellikoothuru（2004年）
- Pelli SandaD（2021年）

#### 監督補佐
- Vagdanam（1961年）

#### 製作
- Bhale Krishnudu（1980年）
- Naya Kadam（1984年）
- Allari Priyudu（1993年）
- Iddaru Mitrulu（1999年）
- Pelli Sambandham（2000年）
- Okato Number Kurraadu（2002年）
- Morning Raga（2004年）
- Bommalata（2004年）

#### プレゼンター
- Student No: 1（2001年）
- Bobby（2002年）
- Once Upon a Warrior（2011年）
- バーフバリ 伝説誕生（2015年）
- バーフバリ 王の凱旋（2017年）

#### 振付
- Pelli Sandadi（1996年）

### テレビシリーズ
- Santhi Nivasam（2002年）
- Arundathi（2010年）
- Mangammagari Manavaralu（2013年）
- Soundrya Lahari（2014年）
- Koyilamma（2016年）
- Sye Sye Sayyare（2017年）
- Agnisakshi（2017年）
- Siri Siri Muvvalu（2018年）
- C/o Anasuya（2020年）
- Krishna Tulasi（2021年）

## 受賞歴

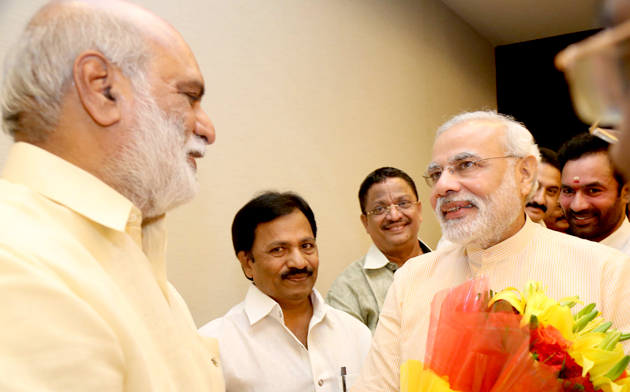
ナレンドラ・モディと会見するK・ラーガヴェンドラ・ラーウ（2013年）

| 年                                | 部門                                 | 作品                                  | 結果       | 出典       |
| ナンディ賞                        | ナンディ賞                           | ナンディ賞                            | ナンディ賞 | ナンディ賞 |
| --------------------------------- | ------------------------------------ | ------------------------------------- | ---------- | ---------- |
| 1984年                            | 監督賞                               | 『Bobbili Brahmanna』                 | 受賞       | [ 16 ]     |
| 1993年                            | 監督賞                               | 『Allari Priyudu』                    | 受賞       | [ 16 ]     |
| 1996年                            | 監督賞                               | 『Pelli Sandadi』                     | 受賞       | [ 16 ]     |
| 1996年                            | 振付賞                               | 『Pelli Sandadi』                     | 受賞       | [ 16 ]     |
| 1997年                            | 監督賞                               | 『Annamayya』                         | 受賞       | [ 16 ]     |
| 2009年                            | B・N・レッディ・ナショナル・アワード | N/A                                   | 受賞       | [ 16 ]     |
| 2015年                            | NTRナショナル・アワード              | N/A                                   | 受賞       | [ 16 ]     |
| フィルムフェア賞 南インド映画部門 |                                      |                                       |            |            |
| 1978年                            | 監督賞                               | 『Prema Lekhalu』                     | 受賞       | [ 17 ]     |
| 1991年                            | 監督賞                               | 『Jagadeka Veerudu Athiloka Sundari』 | 受賞       | [ 17 ]     |
| 1994年                            | 監督賞                               | 『Allari Priyudu』                    | 受賞       | [ 17 ]     |
| 1998年                            | 監督賞                               | 『Annamayya』                         | 受賞       | [ 18 ]     |
| 2003年                            | 生涯功労賞                           | N/A                                   | 受賞       | [ 19 ]     |
| IIFAウトサヴァム                  |                                      |                                       |            |            |
| 2017年                            | 生涯貢献賞                           | N/A                                   | 受賞       | [ 20 ]     |
| 南インド国際映画賞                |                                      |                                       |            |            |
| 2014年                            | 生涯功労賞                           | N/A                                   | 受賞       | [ 21 ]     |
| CineMAA賞                         |                                      |                                       |            |            |
| 2012年                            | 生涯貢献賞                           | N/A                                   | 受賞       | [ 22 ]     |
| 2013年                            | 審査員選出作品賞                     | 『Shirdi Sai』                        | 受賞       |            |